# Francis Obikwelu
Francis Obikwelu Obirah (* 22. listopadu 1978, Onitsha) je portugalský atlet, sprinter původem z Nigérie. Je dvojnásobným mistrem Evropy v běhu na 100 metrů a mistrem Evropy v běhu na 200 metrů.
Jeho rodina emigrovala do Portugalska v roce 1994. První výrazné úspěchy zaznamenal v roce 1996 na juniorském mistrovství světa v Sydney, kde získal dvě zlaté medaile (100 m, 200 m). Od roku 2001 je občanem Portugalska.
V roce 2006 byl zvolen sportovcem roku v Evropě. V současnosti je držitelem evropského rekordu v běhu na 100 metrů časem 9,86 s. Toho dosáhl ve finále stovky na LOH 2004 v Athénách spolu se stříbrnou medailí.

## Osobní rekordy
- 60 m (hala) – 6,53 s – 6. března 2011, Paříž
- 100 m – 9,86 s – 22. srpna 2004, Athény – ER
- 200 m – 19,84 s – 25. srpna 1999, Sevilla

## Vyznamenání
- velkodůstojník Řádu prince Jindřicha – Portugalsko, 27. května 2015[1]